# Moderne femkamp under sommer-OL 2020
Moderne femkamp under Sommer-OL 2020 bliver primært afviklet på Tokyo Stadium mens fægtningen afvikles i Musashino Forest Sport Plaza.

## Turneringsformat
Moderne femkamp består af fem meget forskellige discipliner som er fægtning, svømning, ridebanespringning, terrænløb og skydning. Skydning og løb er dog slået sammen til en kombineret disciplin.
Der gælder følgende specielle regler for de enkelte discipliner. Der fægtes med kårde. Alle møder alle, og det gælder i hver kamp om, at man træffer modstanderen, inden man selv bliver truffet. Der fægtes kun ét touche (én træffer). Hvis ingen har vundet, når kampen afbrydes efter 1 minut (effektiv kamptid), har begge femkæmperne tabt denne kamp. Der svømmes 200 meter i fri stil. I ridebanespringning rides der på en normal springbane, der er ca. 350-400 meter lang. På banen er opstillet 12 forhindringer, hvoraf én er et dobbeltspring og én er en trekombination, i alt maksimalt 15 spring. Hestene er ukendte for femkæmperne og fordeles ved lodtrækning. Femkæmperen får sin hest udleveret 20 minutter før start og har således kun disse 20 minutter til at kontrollere, at alt er i orden, til at varme hesten op, og til at finde ud af, hvordan netop denne hest skal rides. Afslutningen på konkurrencen er den kombinerede skydning og løb, der minder om disciplinen i skiskydning. I moderne femkamp skydes der bare med en laserpistol i modsætning til riffel med konventionel ammunition. Skydningen foregår på 10 meters afstand mod en målskive. Det gælder om at ramme centerpletten fem gange (med et ubegrænset antal skud). Så snart man har ramt fem gange, skal der løbes 800 meter i terræn. Dette gentages fire gange. Hvis man ikke rammer målet fem gange, må man først løbe når der er gået 50 sekunder. Konkurrencen afvikles som jagtstart, hvor resultaterne efter fægtning, svømning og ridning omregnes til starttider med den førende deltager startende først. Den deltager, der kommer først over målstregen, er vinder af dagens femkamp.

## Tidsplan
| H/D    | Disciplin                                         | Dato      | Start tid |
| ------ | ------------------------------------------------- | --------- | --------- |
| Damer  | Fægtning                                          | 6. august | 13:00     |
| Herrer | Fægtning                                          | 6. august | 13:00     |
| Damer  | Svømning Ridebanespringning Terrænløb og skydning | 7. august | 14:30     |
| Herrer | Svømning Ridebanespringning Terrænløb og skydning | 8. august | 14:30     |

## Medaljefordeling

### Medaljetabel
| Placering | Land                 | Guld | Sølv | Bronze | Total |
| --------- | -------------------- | ---- | ---- | ------ | ----- |
| 1         | Storbritannien (GBR) | 2    | 0    | 0      | 2     |
| 2         | Egypten (EGY)        | 0    | 1    | 0      | 1     |
| 2         | Litauen (LTU)        | 0    | 1    | 0      | 1     |
| 5         | Ungarn (HUN)         | 0    | 0    | 1      | 1     |
| 5         | Sydkorea (KOR)       | 0    | 0    | 1      | 1     |
| Total     | Total                | 2    | 2    | 2      | 6     |

### Medaljevindere
| Medaljetagere | Medaljetagere                | Medaljetagere                | Medaljetagere            |
| ------------- | ---------------------------- | ---------------------------- | ------------------------ |
| Disciplin     | Guld                         | Sølv                         | Bronze                   |
| Damer         | Kate French · Storbritannien | Laura Asadauskaitė · Litauen | Sarolta Kovács · Ungarn  |
| Herrer        | Joe Choong · Storbritannien  | Ahmed Elgendy · Egypten      | Jun Woong-tae · Sydkorea |